# Огренево
Огренево — село в Гаврилово-Посадском районе Ивановской области России, входит в состав Гаврилово-Посадского городского поселения.

## География
Село расположено в 4 км на северо-восток от райцентра города Гаврилов Посад близ автодороги 24Н-288 Тейково — Гаврилов Посад.

## История
Из старинной межевой книги видно, что в Огреневе церковь существовала уже в первой половине XVII столетия. В XVIII веке, как видно из местной церковной летописи, в селе существовала деревянная церковь, но в 1787 году она сгорела, на ее месте была поставлена новая деревянная церковь. В 1833 году вместо ветхой деревянной церкви на средства помещицы княгини Елизаветы Ивановны Вадбольской была построена каменная церковь с колокольней. Престолов в церкви было два: в холодной — в честь Святителя и Чудотворца Николая и в теплом приделе — в честь Благовещения Пресвятой Богородицы. В 1893 году приход состоял из села и деревень Ескино и Маньково. Дворов в приходе 81, мужчин — 325, женщин — 339. С 1887 года в селе существовала церковно-приходская школа. В годы Советской Власти церковь была полностью разрушена.
В конце XIX — начале XX века село входило в состав Бородинской волости Суздальского уезда Владимирской губернии.
С 1929 года село входило в состав Закомельского сельсовета Гаврилово-Посадского района, с 1983 года — в составе Ярышевского сельсовета, с 2005 года — в составе Гаврилово-Посадского городского поселения.

## Население
| 1859 | 1905 | 2010 |
| ---- | ---- | ---- |
| 209  | ↗406 | ↘41  |